# Ain’t Misbehavin’: Live at the Jazz Showcase

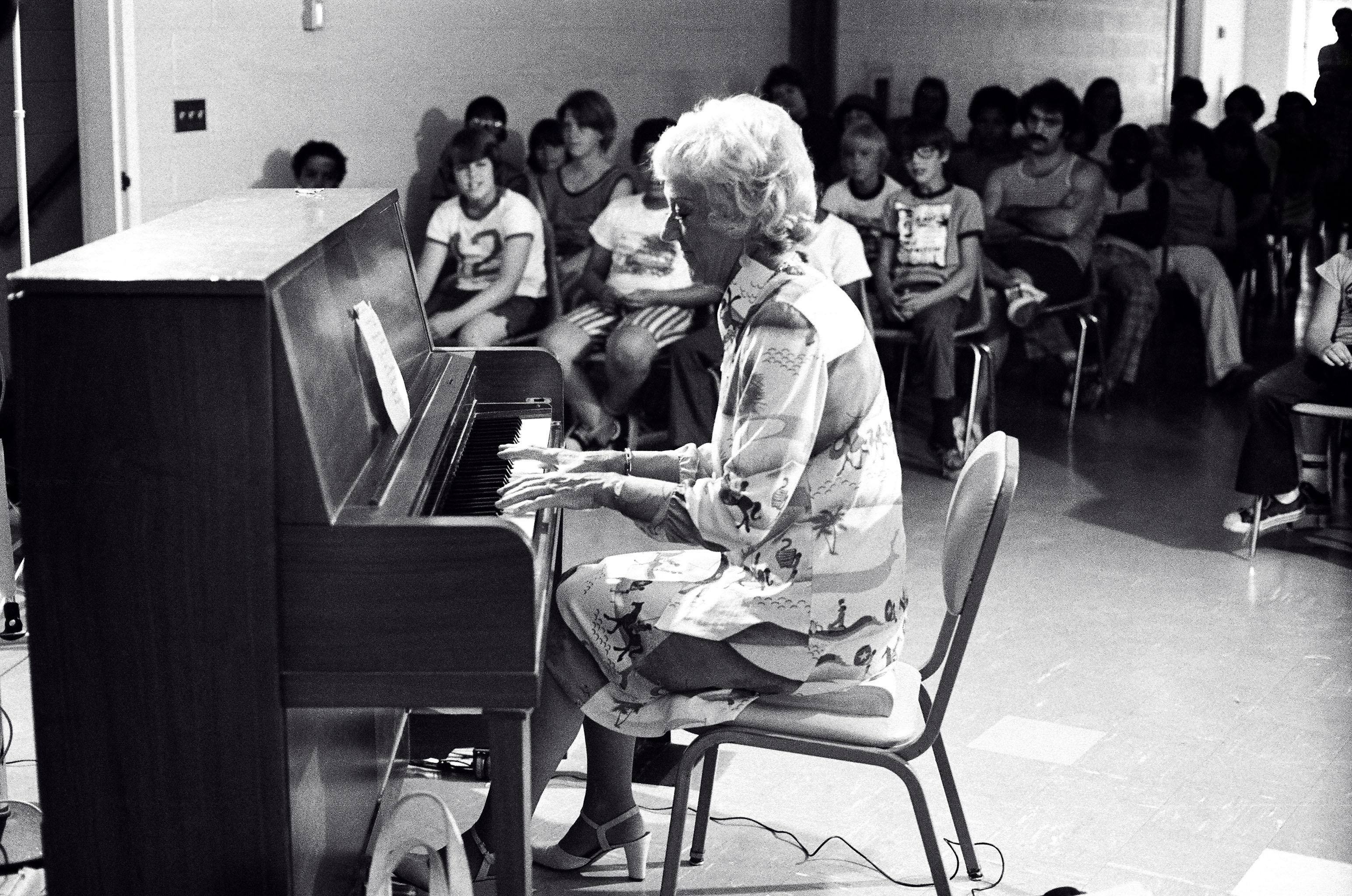
Marian McPartland (1975)

Ain’t Misbehavin’: Live at the Jazz Showcase ist ein Jazzalbum von Marian McPartland und Willie Pickens, das am 22. bis 24. Dezember 2000 im Chicagoer Jazzclub The Jazz Showcase aufgenommen wurde und 2001 bei Concord Records erschien.

## Das Album
Dem Liveauftritt von Marian McPartland und Willie Pickens ging 1997 eine Radioaufzeichnung für McPartlands NPR-Programm Piano Jazz voraus, das ausnahmsweise live in Pittsburgh mitgeschnitten wurde, statt wie die sonstigen Piano-Jazz-Folgen im NPR-Studio im North Carolina. 1999 traten die beiden gemeinsam auf dem Chicago Jazz Festival auf; es folgte dann ein einwöchiges Engagement im Jazzclub The Jazz Showcase in der Woche vor Weihnachten 2000.
McPartland und Pickens spielten dort ein Programm aus bekannten Jazzstandards u. a. von Duke Ellington, Fats Waller, Benny Golson und Cole Porter, aber auch eher unbekannte Titel wie Autumn Nocturne. McPartland und Pickens spielten fünf Titel im Duo, Ain’t Misbehavin’, Along Came Betty, It Don’t Mean a Thing (If It Ain’t Got That Swing), Night and Day und Just One of Those Things. Je zwei Titel spielen die Pianisten solo, McPartland spielt Close Your Eyes und Autumn Nocturne, Willie Pickens die Rodgers-und-Hart-Nummer Spring Is Here und Harold Arlens Popsong It’s Only a Paper Moon.

## Titelliste
- Marian McPartland & Willie Pickens: Ain’t Misbehavin’: Live at the Jazz Showcase (Concord CCD-4968-2)[2]
  1. Ain’t Misbehavin’ (Harry Brooks / Andy Razaf / Fats Waller) – Marian McPartland & Willie Pickens –  7:17
  2. Along Came Betty (Benny Golson) – Marian McPartland & Willie Pickens – 6:24
  3. Close Your Eyes (Bernice Petkere) – Marian McPartland – 4:22
  4. It Don’t Mean a Thing (If It Ain’t Got That Swing) (Duke Ellington/Irving Mills) – Marian McPartland & Willie Pickens – 8:11
  5. Spring Is Here (Lorenz Hart / Richard Rodgers) – Willie Pickens – 7:06
  6. Night and Day (Cole Porter) – Marian McPartland & Willie Pickens – 8:23
  7. It’s Only a Paper Moon (Harold Arlen / E. Y. Harburg / Billy Rose) – Willie Pickens – 4:45
  8. Autumn Nocturne (Kim Gannon/Josef Myrow) – Marian McPartland – 4:50
  9. Just One of Those Things (Cole Porter) – Marian McPartland & Willie Pickens – 7:42

## Rezeption
Thom Jurek vergab an das Album in AllMusic die zweithöchste Bewertung von vier Sternen und lobte, dass es McPartland und Pickens mit ihrem Programm aus Pianoduetten gelänge, eher ihre Unterschiede als ihre Gemeinsamkeiten zu betonen. „Aber irgendwie funktioniert das, und zwar so gut, dass der Hörer über die Tatsache staunt, dass dies ein einmaliges Ereignis war.“ Das Zusammenspiel der beiden sei einzigartig und die individuellen Stimmen seien in den jeweiligen Kanälen zu hören: „im rechten Kanal hört man den schrillen, bluesigen, dunklen und eindringlichen Ton von Pickens, im linken Kanal den eher zurückhaltenden und traditionell-eleganten von McPartland.“ Aber was man in ihrem Austausch erlebt, wie schon im ersten Titel Ain’t Misbehavin’, wie die beiden ihre Unvergleichbarkeit ohne Kompromisse einbinden; sie treffen sich in den gestreiften Harmonien und entfernen sich dann voneinander in den Solos, kommen zurück zueinander in den Melodien mit großartig ausgemalten Kulissen von Akkorden und Clustern. Es ist eine herrliche Paarung, voller Überraschungen und natürlichem, frei fließendem musikalischen Wechselspiel. Nach Ansicht von Thom Jurek „stiehlt Pickens die Show“ in seinen beiden Solos.
Richard Cook und Brian Morton zeichnen das Album in ebenfalls mit der zweithöchsten Bewertung von 3½ Sternen aus und heben den Old-Time-Charakter des Mitschnitts hervor, in dem zwei kontrastierende Stilen kooperativ aufeinander treffen.
Nancy Ann Lee hielt in ihrer Besprechung bei JazzTimes das Album für eine der besten Duo-Produktionen Marian McPartlands. Zu dessen Höhepunkten zählt sie Ellingtons It Don’t Mean a Thing (If It Ain’t Got That Swing), das „grandios mitreißende“ Up-tempo-Zweierspiel des alten Schlachtrosses Night and Day, ihr munteres vierhändiges Finale Just One of Those Things und Pickens’ kraftvolle Solowiedergabe von It’s Only a Paper Moon.
Nach Ansicht von Dave Nathan, der das Album bei All About Jazz besprach, waren die beiden Pianisten „in Topform“, das hintere und vierte Wechselspiel während des Mittelteils von Ain’t Misbehavin’ sei „eine Freude zu hören“. Überhaupt sei dies kein Cutting Contest, was sich mit McPartlands britischem Charakter erklären lasse. Stattdessen ist es eine von gegenseitigem Respekt geprägte Ausführung der Ideen, die der jeweils andere ausgeworfen hat. Crème de la Crème des Duos sei die ungewöhnliche Herangehensweise an It Don’t Mean a Thing (If It Ain’t Got That Swing), wo McPartland eine langsame Einleitung anbietet, bevor Pickens sich mit einer bedächtigeren Version des Ellington-Klassikers als üblich anschließt. Zu den weiteren Höhepunkten der Konzertmitschnitte zählt der Autor Pickens’ „Tanz über die Tasten“ im höchst synkopierten It’s Only a Paper Moon: „Während seine linke Hand die Basslinie setzt, saust seine rechte die Melodie hoch und runter.“ Es sei kaum zu fassen, dass dabei nur ein Spieler an den Tasten sei. Im Kontrast dazu biete McPartland eine fließend rhapsodische Ausführung von Autumn Nocturne, wo ihre ganze Sensibilität dieser Musik gegenüber ausgestellt würde.